# Сенат Венеції

Сенат (вен. Senato), формально Consiglio dei Pregadi або Rogati (дослівно — Консиліум запрошених, лат. Consilium Rogatorum) — головний дорадчий і законодавчий орган Венеційської республіки.

## Заснування
Венеційський сенат був заснований у 1229 році або незадовго до цієї дати. Його створення було як результатом зростання переваги аристократичного елементу в Республіці, так і необхідності керувати територією Республіки, яка була набагато більшою, ніж попередня територія Догадо у Венеційській лагуні, і яка продовжувала швидко розширюватися. Сенат виник як комітет із шістдесяти представників, що обирались Великою радою для обговорення проектів указів, що стосувались оподаткування, торгівлі, зовнішньої політики та військових операцій, оскільки такий відносно компактний орган міг зробити це ефективніше і швидше, ніж набагато більша та громіздка Велика рада. Тому спочатку цей орган називався Радою запрошених (Pregadi або Rogati), тоді як назва «Сенат» була застосована до нього лише наприкінці XIV століття під впливом гуманізму епохи Відродження.

## Членство

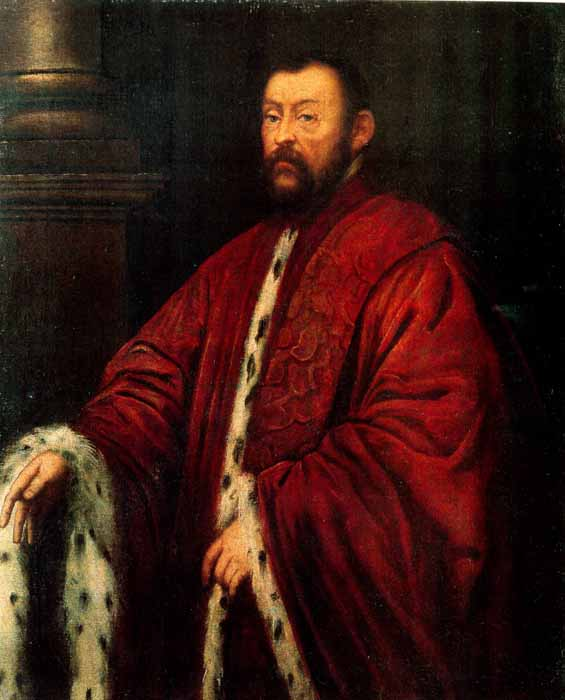
Сенатор Маркантоніо Барбаро, картина Тінторетто 1593 року

Спочатку Сенат був менш важливим органом ніж інший подібний орган — Рада сорока, але його значення швидко зростало. До початкових шістдесяти членів, які обирались на річний термін, поступово приєдналися нові групи. Дож Венеції та шість членів Малої ради (радників дожа) були членами Сенату «за посадою» (ex officio) навіть після закінчення терміну їх повноважень. Чинні члени Ради десяти входили до Сенату принаймні з 1321 року, а члени Ради сорока — з 1324 року. У 1363 році двадцять членів додаткової Зонти були додані до звичайних шістдесяти членів, пізніше збільшених до сорока (1413) і шістдесяти (1450). Спочатку це був надзвичайний захід, який щорічно поновлювався указом, але в 1506 році Зонта було зроблено постійним. Ряд інших судових, фіскальних і провінційних губернаторів також отримав допуск до Сенату «за посадою», починаючи з Avogadori de Comùn у 1293 році та продовжуючи в XVI столітті, коли були створені нові посади. Крім того, посли і старші воєначальники займали посаду в Сенаті за посадою з дня обрання до кінця року після повернення з посади. Діти та онуки дожа були прийняті після того, як їм виповнилося 30 років у 1473 році, привілей, який незабаром був поширений також на братів дожа, знову обмежений у 1623 році до одного брата та єдиного сина (або, за відсутності таких,, племінника), а з 1763 року двоє старших синів дожа були прийняті.
Сенатори не були рівноправними: деякі члени мали право голосу щодо пропозицій (por ballotta), іншим подати пропозиції (por parte), інші мали обидва права, а інші жодного. Загалом місця в Сенаті мали близько 300 чоловіків (із загальної кількості приблизно 2500 патриціїв у 1500 році), але лише близько 230 з них мали право голосу. Мінімальна кількість для кворуму була встановлена в 70 осіб, але зазвичай на засіданнях були присутні близько 180 членів. Обрання до Сенату відбувалося на один рік, але оскільки обмежень на переобрання не було, часто одні й ті самі представники постійно переобиралися, що забезпечувало як досвід, так і спадкоємність у прийнятті політичних рішень.
Засідання Сенату проходили під головуванням Повної колегії, виконавчого органу венеційського уряду, який відповідав за підготовку питань для обговорення в Сенаті через одну з своїх колегій під назвою Savi del Consiglio.